# 三河湾伊勢湾海難救助隊
三河湾伊勢湾海難救助隊（みかわわんいせわんかいなんきゅうじょたい）は、三河湾にて海難救助の活動をしている団体。一般に海難救助隊と呼称される。
三河湾伊勢湾海難救助隊は関係省庁、自治体、漁業団体と協力し、海水浴客の事故防止、救護、海洋レジャーの安全指導、船舶事故の救援、遭難者の捜索救難など幅の広い活動をしている。本部は愛知県蒲郡市。

## 三河湾伊勢湾海難救助隊の経緯
- 1951年（昭和26年） - 佐奈田桂が個人で愛知県の三河湾で海浜警備を始める。
- 1955年（昭和30年） - 有志が集まり佐奈田桂を隊長として蒲郡救助隊結成。
- 1964年（昭和39年）10月 - 組織拡大に伴い愛知県海難救助隊結成
- 1972年（昭和47年）5月 - 第四管区海上保安本部東海海運局第五港湾建設局特別専門委員の拝命に伴い、組織を三河湾伊勢湾平水区域沿岸警備隊として結成。（以後三河湾伊勢湾海難救助隊と呼ばれる）
- 1972年（昭和47年）10月 - 業務の多様化に伴い、日本赤十字社三河湾救助隊を並行して結成。
- 1974年（昭和49年）7月 - 第四管区海上保安本部小型船舶パトロール指導員第一号を拝命。
- 1978年（昭和53年）3月 - 日本水難救済会愛知県支部蒲郡救難所を並行して開所。
- 2000年（平成12年）4月 - 佐奈田隆義が二代目隊長に就任。

## 実績
1950年（昭和25年）より海難救助活動を始めて、活動は50年を超えている。1966年（昭和41年）7月には救助819人、救助した船舶363隻、水死体発見引き上げ40人超、とあり、その活動はTV新聞などでも多数報道されている。
観光船が事故を起こした想定で、観光船の周りに救助艇が救出活動をしている。こうした規模の大きい訓練が実施できるのは全国的にもめずらしく、また多くのプレジャーボートを救助活動に駆使できる機動力は高く評価されている。

## 規模
昭和の終わりの頃には、賛同する隊員の増加、地域の拡大が増え、愛知県、静岡県、三重県、石川県まで活動が広がったが、平成になり組織の細分化がすすみ、現在では三河湾伊勢湾海難救助隊となっている。

## 表彰
1967年（昭和42年）頃より第四管区海上保安本部より、海難救助活動に対して表彰を受け、1975年（昭和50年）には海上保安庁長官賞、1986年（昭和61年）には法務大臣、1987年（昭和62年）には隊長の佐奈田桂が勲六等瑞宝章を受ける。1989年（平成元年）には日本水難救済会より優良救難所表彰、その他警察、消防、各自治体からの表彰は100回を超える。